# Il grande passo
Il grande passo è un film del 2019 diretto da Antonio Padovan.

## Trama
Dario e Mario sono fratellastri ma si sono visti una sola volta. 
Dario vive in un paese del Polesine, Mario a Roma. Hanno elaborato l'abbandono del padre in modo diverso, Dario l'ha idealizzato e ha utilizzato i suoi insegnamenti per credere nei sogni; Mario in maniera più realistica.
Quando Dario brucia il campo del vicino e viene arrestato, Mario rientra nella vita del fratello. Sarà l'occasione per entrambi per conoscersi e creare un rapporto che prima d'ora non avevano avuto modo di costruire.

## Riconoscimenti
- Torino Film Festival
  - 2019 - Migliore attore a Giuseppe Battiston e Stefano Fresi[1]

## Curiosità
- La scena in cui Mario giunge nel paese del fratello e si avvia dopo essere sceso dall'autobus è un omaggio al film La giusta distanza, in cui la protagonista scende da un autobus simile e si avvia per la medesima strada.
- Per la realizzazione del film sono stati costruiti due razzi in polistirolo: il primo razzo, costruito a Cinecittà, si è danneggiato ed è stato rifatto da una ditta rodigina. Attualmente è in esposizione nel piazzale della Ferramenta Fratelli Ongaro a Crespino.
- Nel film appare lo scrittore Vitaliano Trevisan.